# Jean-Baptiste De Prey
Jean-Baptiste Laurent De Prey (Bambeke, 12 mei 1777 - Veurne, 25 december 1860) was een Belgisch volksvertegenwoordiger.

## Levensloop
Hij was een zoon van Laurent De Prey en Marie-Pétronille Mahieu. Hij trouwde opeenvolgend met Victoire Wackenier en Jeanne Decae.
Beroepshalve was hij griffier van het vredegerecht voor het kanton Veurne.
In 1809 werd hij gemeenteraadslid van Veurne en bleef dit tot aan zijn dood, met periodes waarin hij schepen was (1827-1830 en 1836-1848).
In 1841 werd hij verkozen tot unionistisch volksvertegenwoordiger voor het arrondissement Veurne en vervulde dit mandaat tot in 1845.
Zijn zoon René De Prey werd arrondissementscommissaris en provincieraadslid en zijn kleinzoon Hector De Prey werd burgemeester van Veurne en arrondissementscommissaris.